# Ji’an (Jilin)
Ji’an (chiń. 集安; pinyin Jí’ān) – miasto na prawach powiatu w północno-wschodnich Chinach, w prowincji Jilin, w prefekturze miejskiej Tonghua, przy granicy z Koreą Północną. W 1999 roku liczba mieszkańców miasta wynosiła 236 014.